# フォトンマッピング
フォトンマッピングとは、コンピュータグラフィックスにおける大域照明（グローバルイルミネーション）アルゴリズムのひとつである。双方向グローバルイルミネーションの一種。
レンダリング方程式の近似解法として、Henrik Wann Jensen（ヘンリク・ワン・イェンセン）によって開発された。
フォトンマッピングでは、まず光源から放たれるレイ（光線）と、カメラ（視点）からのレイが、一定の臨界値に到達するまでそれぞれ独立して追跡され、その後放射値（フォトンマップ）を生成するための第2ステップで結合される。これにより、現実に即した形で、光と物体との相互作用がシミュレートされる。特に、ガラスや水のような、透明な物質を光が透過する際の屈折現象や、拡散相互反射（diffuse interreflection）、表面下散乱（subsurface scattering）、および煙や水蒸気のような微細粒子状の物質によって引き起こされる光学現象などをシミュレートすることが可能となる。
フォトンマッピングでは、古典的レイトレーシングやラジオシティには不可能なコースティクス（集光模様）などをレンダリングすることができる。
なお、フォトンマッピングにおける「フォトン」とは、光線光学に基づいて光を離散化したものであり、実際のフォトン（光子）の振る舞いを量子力学的にモデル化しているわけではない。